# Opština Odžaci
Opština Odžaci (v srbské cyrilici Општина Оџаци, maďarsky Hódság község) je základní jednotka územní samosprávy v autonomní oblasti Vojvodina na severu Srbska. V roce 2011 zde žilo 30 154 obyvatel. Sídlem správy opštiny je město Odžaci.
Území opštiny hraničí na severu s opštinou Sombor a opštinou Apatin, na východě s opštinou Kula, opštinou Bačka Palanka a opštinou Vrbas, na jihu s opštinou Bač a na západě přes řeku Dunaj s Chorvatskem.
Obyvatelstvo na území opštiny Odžaci je národnostně víceméně homogenní. 83 % obyvatel tvoří Srbové. Ve vesnici Bogojevo žije maďarské obyvatelstvo a ve vesnici Lalić potom Slováci.

## Sídla
V opštině se nachází celkem 9 sídel:
- Bački Brestovac
- Bački Gračac
- Bogojevo
- Deronje
- Karavukovo
- Lalić
- Odžaci
- Ratkovo
- Srpski Miletić